# Trepopneia
Trepopneia é a dispneia (dificuldade em respirar) que é sentida quando a pessoa está em decúbito lateral, não sendo sentida no decúbito contralateral.
Resulta de doença de um pulmão, um brônquio principal ou insuficiência cardíaca congestiva crónica. Os pacientes com trepopneia devida a doença pulmonar preferem o decúbito lateral para o lado do pulmão são (posição antálgica), já que a gravidade aumenta a perfusão do pulmão mais em baixo. O aumento da perfusão no pulmão doente iria aumentar a hipoxémia e o shunting, resultando num piorar da dispneia. Para maximizar a função do pulmão saudável, o melhor para o paciente é deitar-se sobre o pulmão mais saudável, de forma a ser adequadamente perfundido. Os pacientes com insuficiência cardíaca crónica preferem deitar-se sobre o lado direito, para permitir um melhor retorno venoso, através do qual aumenta o débito cardíaco.
Outros tipos de dispneia posicional includem ortopneia e dispneia paroxística nocturna. A respiração pode ser descrita como eupneica, bradipneica (lenta) ou taquipneica (rápida).